# Сроково (гмина)
Сроково (пол. Srokowo) — сельская гмина (волость) в Польше, входит как административная единица в Кентшинский повет, Варминьско-Мазурское воеводство. Население — 4293 человека (на 2004 год).

## Демография
| Перепись                       | Всего   | Всего | Женщины | Женщины | Мужчины | Мужчины |
| ------------------------------ | ------- | ----- | ------- | ------- | ------- | ------- |
| Единицы                        | человек | %     | человек | %       | человек | %       |
| Население                      | 4293    | 100   | 2115    | 49,3    | 2178    | 50,7    |
| Плотность населения (чел./км²) | 22,1    | 22,1  | 10,9    | 10,9    | 11,2    | 11,2    |

## Сельские округа
1. Баёры-Вельке
2. Янковице
3. Косаково
4. Леснево
5. Лесьны-Рув
6. Ленкница
7. Силец
8. Синец
9. Солянка
10. Сроково
11. Вильчины
12. Выскок

## Поселения
1. Баёрки
2. Баёрски-Гай
3. Баёры-Мале
4. Бжезница
5. Хойница
6. Дольны-Синец
7. Гощево
8. Еглавки
9. Качоры
10. Калки
11. Колькеймы
12. Ксенжы-Двур
13. Конты
14. Липово
15. Ленск
16. Маршалки
17. Мазурково
18. Минтово
19. Млыново
20. Недзялы
21. Нова-Ружанка
22. Осиково
23. Печарки
24. Подлясе
25. Пышки
26. Ружанка-Лесничувка
27. Рыбаково
28. Рыплавки
29. Семково
30. Силецки-Фольварк
31. Синец-Цегельня
32. Синьчик-Лесничувка
33. Скандлавки
34. Сувка
35. Сроковски-Двур
36. Старе-Егвалки
37. Суходолы
38. Щециняк
39. Викрово
40. Вильча-Вулька
41. Вильче
42. Вулька-Янковска
43. Высока-Гура
44. Злоте-Поле

## Соседние гмины
1. Гмина Барцяны
2. Гмина Кентшин
3. Гмина Венгожево
4. Обвуд-калининградзки